# 黃鉞 (乾隆進士)
黃鉞（1750年—1841年），字左田，號左君，又號盲左，安徽太平府當塗縣人，清朝政治人物、教育家、画家、艺术评论家，歷仕乾隆、嘉慶、道光三朝。

## 生平
黃鉞為乾隆五十五年（1790年）進士，授戶部主事，與尚書和珅意見相左，回安徽與巡撫李世傑在蕪湖籌建中江書院。嘉慶四年（1799年），奉命進京在懋勤殿行走。嘉慶九年（1804年），入直南書房。嘉慶十五年（1810年）遷侍講學士，嘉慶十八年（1813年）擢內閣學士，嘉慶十九年（1814年）升戶部侍郎，旋調禮部侍郎。嘉慶二十四年（1819年）擢禮部尚書，加封太子少保。道光元年（1821年）在軍機大臣上行走，調戶部尚書。道光六年（1826年）乞休。道光二十一年（1841年）卒，贈太子太保，諡勤敏。《清史稿》有傳。

## 著作
黃鉞敏而好學，著作等身，有《壹齋集》四十卷、《壹齋詩集》三十六卷、《春秋左傳讀本》三十卷、《蕭湯二老遺詩合編》二卷、《韓詩增注正訛》十一卷、《奏禦集》二卷、《二十四畫品》、《畫友錄》、《泛漿錄》、《遊黃山記》、《兩朝恩賚記》等存世。

## 家族
子黄富民（1795年－1867年），字小田，官至礼部侍郎。清末著名文学批评家，曾评《红楼梦》、《儒林外传》。